# Hylarana
Hylarana is een geslacht van kikkers uit de familie echte kikkers (Ranidae). De groep werd voor het eerst wetenschappelijk beschreven door Johann Jakob von Tschudi in 1838. Later werd de wetenschappelijke naam Limnodytes gebruikt.

## Verspreiding
Het verspreidingsgebied van de verschillende soorten is opgedeeld in twee van elkaar gescheiden gebieden; één groep komt voor in Afrika ten zuiden van de Sahara en de andere groep komt voor in delen van Azië rond Indonesië.

## Taxonomie
Er zijn tegenwoordig vier vertegenwoordigers van het geslacht Hylarana. Vroege was het soortenaantal veel hoger tot boven de tachtig, maar veel voormalige soorten worden tegenwoordig aan andere geslachten toegekend. 
Geslacht Hylarana
- Soort Hylarana erythraea
- Soort Hylarana macrodactyla
- Soort Hylarana nigrovittata
- Soort Hylarana taipehensis
- Soort Hylarana tytleri